# امتصاص رنيني
امتصاص رنيني في الفيزياء (بالإنجليزية: Resonance absorption)‏ امتصاص نظام له تردد ذاتي لطاقة قادمة من مصدر يهتز. عند توافق تردد أشعة كهرومغناطيسية مع التردد الذاتي للمستقبل الممتص (مثل جزيء الأكسجين أو بخار الماء) يزداد الامتصاص بشدة.

## الامتصاص الرنيني في الغازات

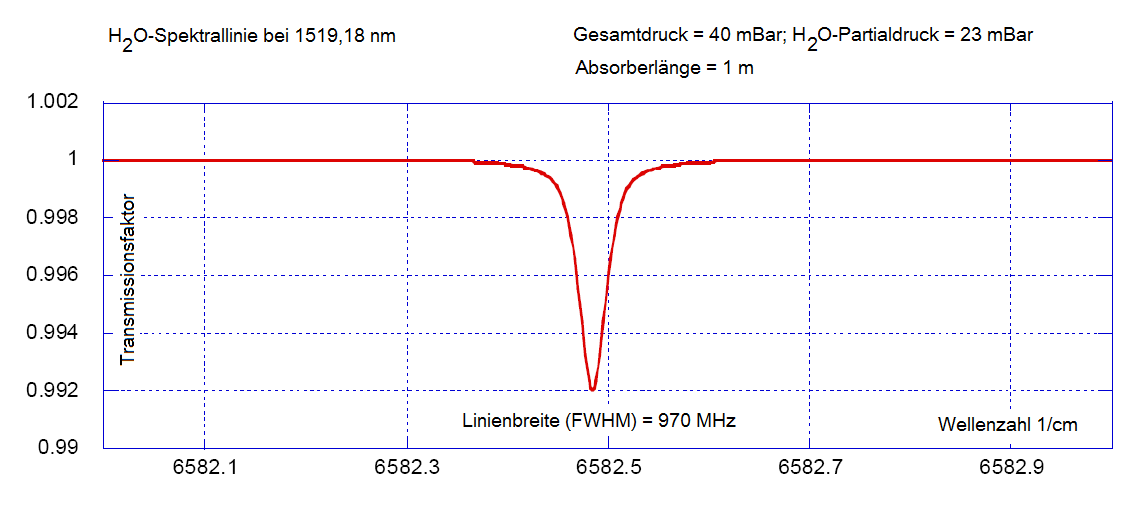
امتصاص رنيني في بخار الماء لموجات كهرومغناطيسية ذات طول موجة 1519 نانومتر. يشتد الامتصاص عند تطابق تردد الشعاع مع التردد الذاتي لبخار الماء.

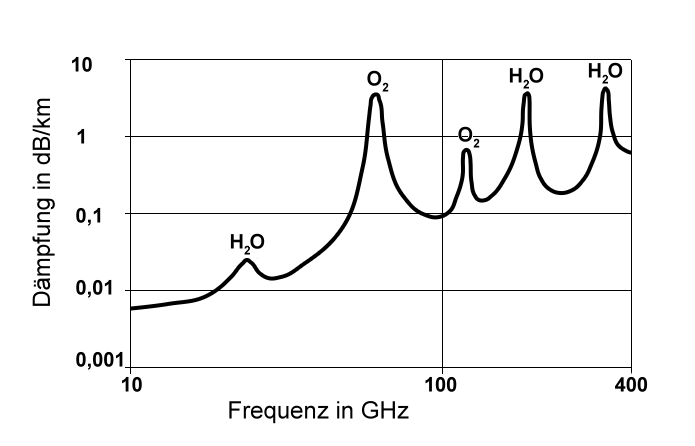
امتصاص الجو للأشعة عند ترددات مختلفة. يشتد الامتصاص عند الترددات الذاتية الخاصة لجزيئ الماء وجزييئ الأكسجين.

جزيئات الهواء تمتص الأشعة عند ترددات معينة اختصاصية (تسمى أحيانا تردد رنيني). باللون الرمادي مناطق حدوث امتصاص كامل للأشعة.

تمتص الأشعة الكهرومغناطيسية في جو الأرض بشدة كلما تزايد ترددها. وتمتص جزيئات مكونات الهواء من أكسجين ونيتروجين وبخار ماء وثاني أكسيد الكربون وغيرها أشعة الشمس بطريقة مميزة عند ترددات معينة. وبصفة خاصة يمتص بخار الماء الموجود في الجو أشعة لها ترددات في نطاق K من الطيف مما يجعل الاتصالات في مناطق المطر صعبة. وتبلغ خطوط الامتصاص للأكسجين والماء:
22,235 جيجا هرتز (H2O)و 60 جيجا هرتز (O2) و 118,75 جيجاهرتز (O2)و 183,31 جيجاهرتز (H2O) و 325,153 جيجاهرتز (H2O)
وإذا أرسلنا أشعة ضوء تحتوي على جميع ألوان الطيف خلال سحابة من بخار الصوديوم نجد أن الخطين الأصفران المميزان لطيف امتصاص الصوديوم مفقودان بسبب امتصاصهما في السحابة. كما يمكن مشاهدة الضوء الآتي لنا من الشمس: يمكن بتعيين اختفاء بعض خطوط الطيف معرفة نوع الغازات الموجودة في الهواء.

## الامتصاص الرنيني في الفيزياء النووية
تمتص النواة الذرية أشعة الكهرومغناطيسية وأشعة جسيمات عند خواص رنينية معينة. ويحدث ذلك الامتصاص عند ترددات أشعة يمكن للأنوية أيضا إصدارها عند نفس الترددات. (قارن تأثير موسباور وفلورية الرنين النووي).

## الامتصاص الرنيني في موجات الماء
يحدث امتصاص عند تفاعلات موجات الريح مع موجات شبه ثابتة للماء في أحواض ومستنقعات. تقوم موجات الريح بدور المؤثر على الامتصاص ويقوم الماء بدور الوسط الرنان فتشتد فيه الموجات
(قارن رنين الموجات).

## اقرأ أيضا
- فلورية رنين نووي
- مقطع تصادم (فيزياء)
- مقطع نووي
- مقطع نيوتروني
- نفاذية (علم البصريات)
- توهين
- طيف امتصاص
- حيود